# Monumenti di Parma

## Principali monumenti situati nel quartiere Parma Centro

### Pons Lapidis

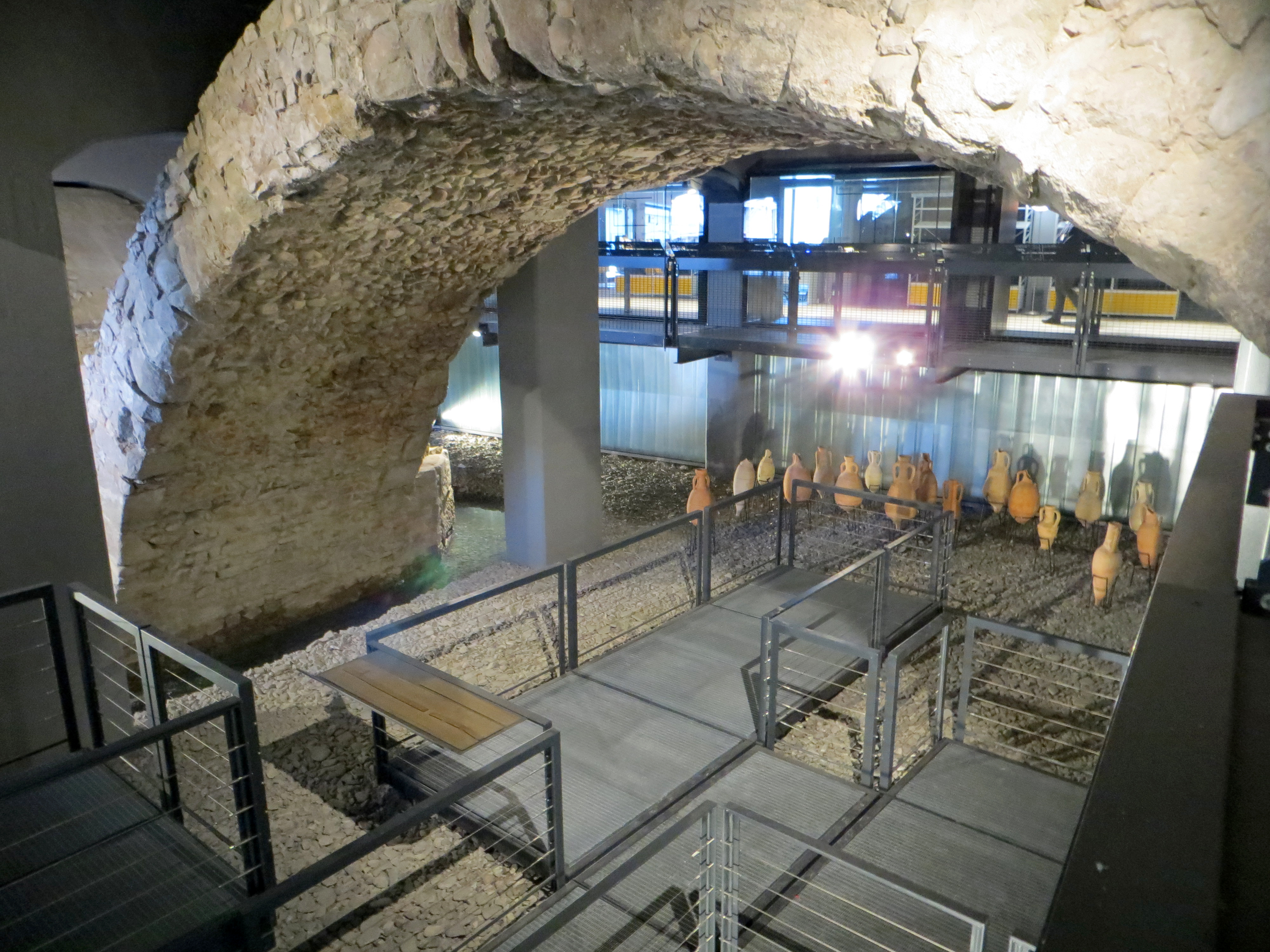
Il sito archeologico del Pons Lapidis

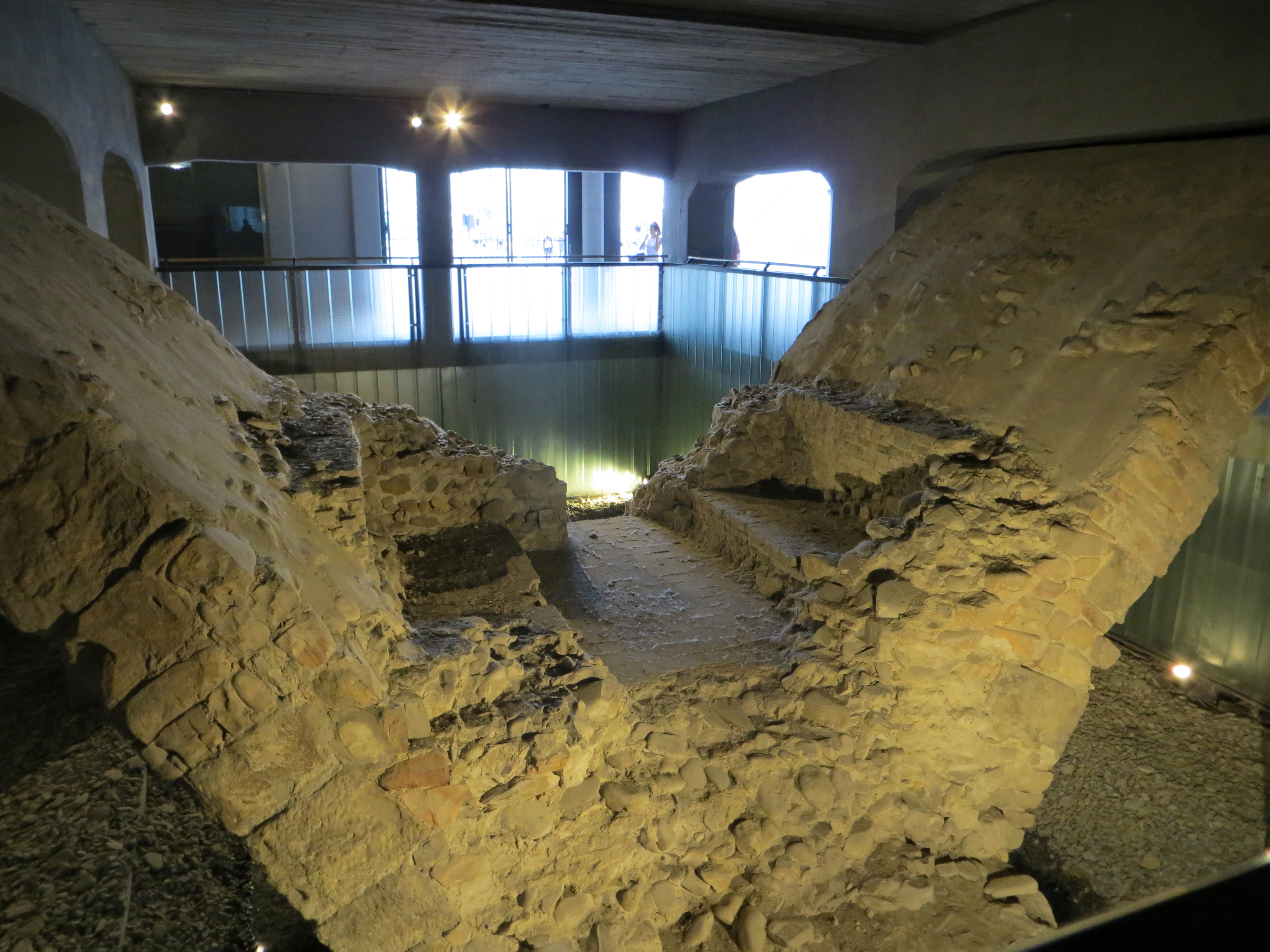
Resti di uno dei piloni del Pons Lapidis

Antico ponte di epoca romana, i suoi resti sono visibili sotto l'attuale strada Mazzini (che costituisce il tratto centrale della via Emilia) nei pressi del torrente Parma. Conosciuto anche "Ponte Romano" o "Ponte di Teodorico", fu inizialmente innalzato in muratura in età Augustea, ma, in seguito ad una serie di piene che ne deteriorarono la struttura, venne ricostruito in pietra da Teodorico nel 493; rimase in area asciutta dopo l'inondazione del 1177 che deviò il corso del torrente. Venne parzialmente rinvenuto nel 1966 durante gli scavi per il risezionamento di strada Mazzini, quando si decise di realizzare il sottopassaggio di piazza Ghiaia, attraverso il quale sono visibili due delle sue undici arcate (le restanti rimangono tuttora sepolte sotto strada Mazzini). Un progetto di recupero prevede la valorizzazione del monumento.

### Monumento a Vittorio Bottego

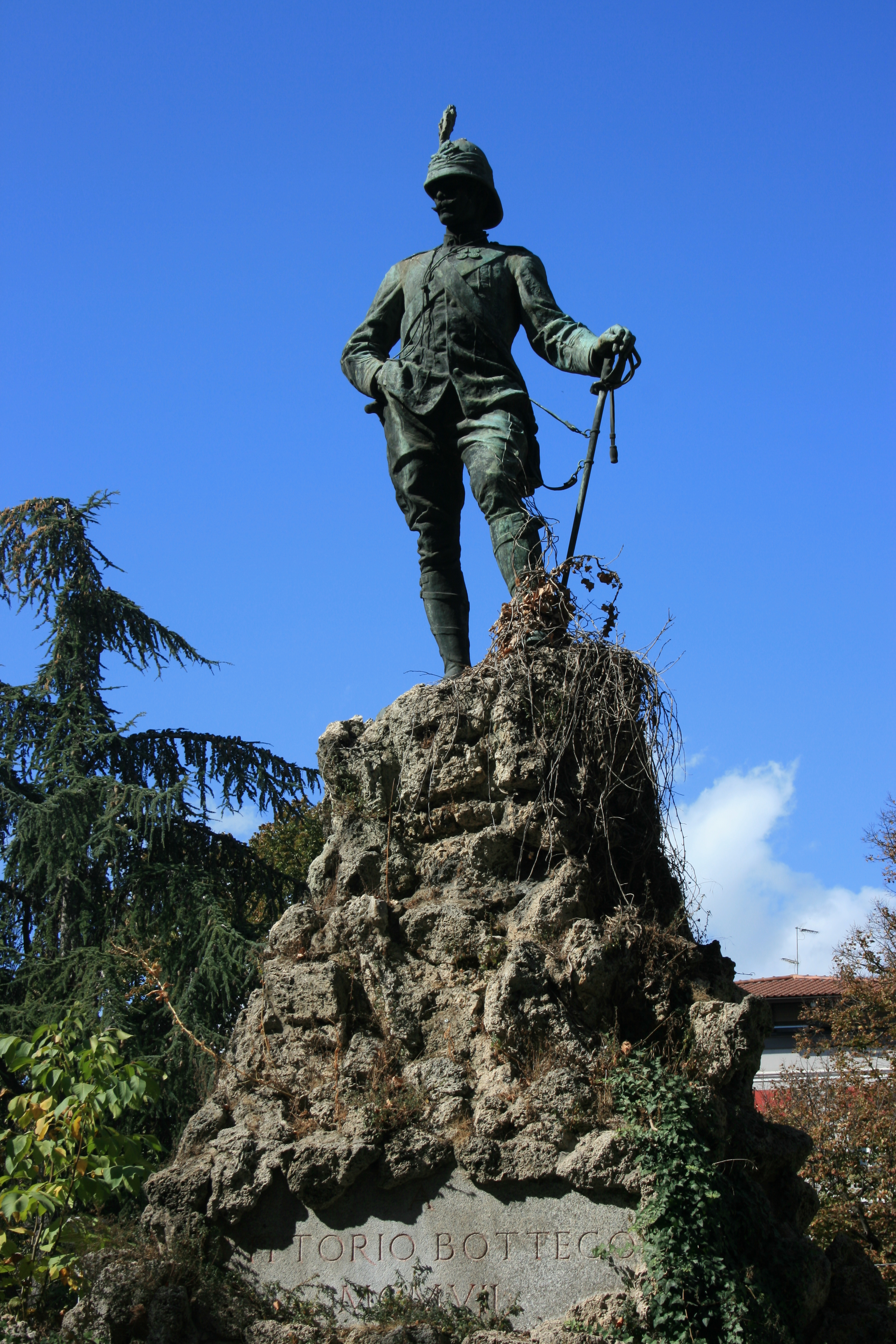
Monumento a Vittorio Bottego

Monumento bronzeo dedicato all'esploratore parmigiano Vittorio Bottego, è situato in piazzale Dalla Chiesa, di fronte alla stazione ferroviaria. Fu realizzato nel 1907 dallo scultore Ettore Ximenes, in occasione del decimo anniversario della scomparsa dell'esploratore. La statua bronzea rappresenta l'esploratore in divisa coloniale, in posa su un basamento realizzato con macigni da cui sgorga dell'acqua raccolta da una grande vasca; ai lati sono posti due guerrieri galla che rappresentano i fiumi Omo e Giuba. In seguito ad un accurato restauro, nel 2014 fu ricollocato al centro del piazzale, a sua volta sottoposto, come l'intera zona della stazione, ad una vasta operazione di ristrutturazione e riqualificazione urbana su progetto dell'architetto catalano Oriol Bohigas.

### Monumento alla Vittoria

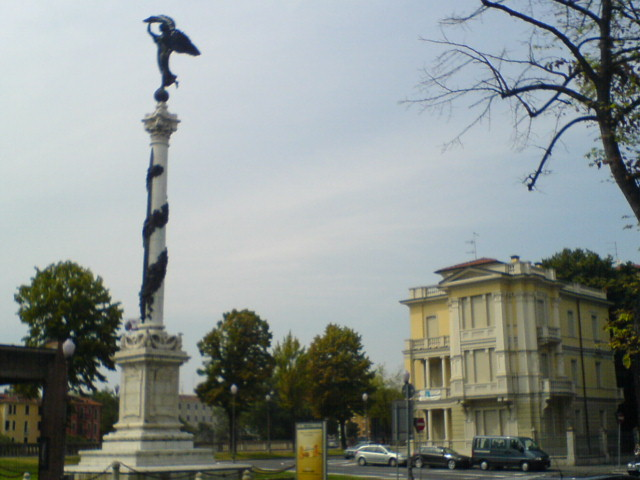
Monumento alla Vittoria

Monumento dedicato alla vittoria italiana nella Grande Guerra, è situato in viale Toschi alle spalle del Palazzo della Pilotta. La sua costruzione iniziò nel 1917 su progetto dell'architetto parmigiano Lamberto Cusani, ma fu terminato solo nel 1931, quando fu inaugurato alla presenza del re Vittorio Emanuele III. A forma di obelisco, è costituito da una colonna di marmo alta 10 m avvolta da un fregio bronzeo che ferma una lunghissima spada, su cui si innalza una figura femminile alata, la "Vittoria", posta su una sfera bronzea, opera dello scultore Ettore Ximenes.

### Monumento a Giuseppe Verdi

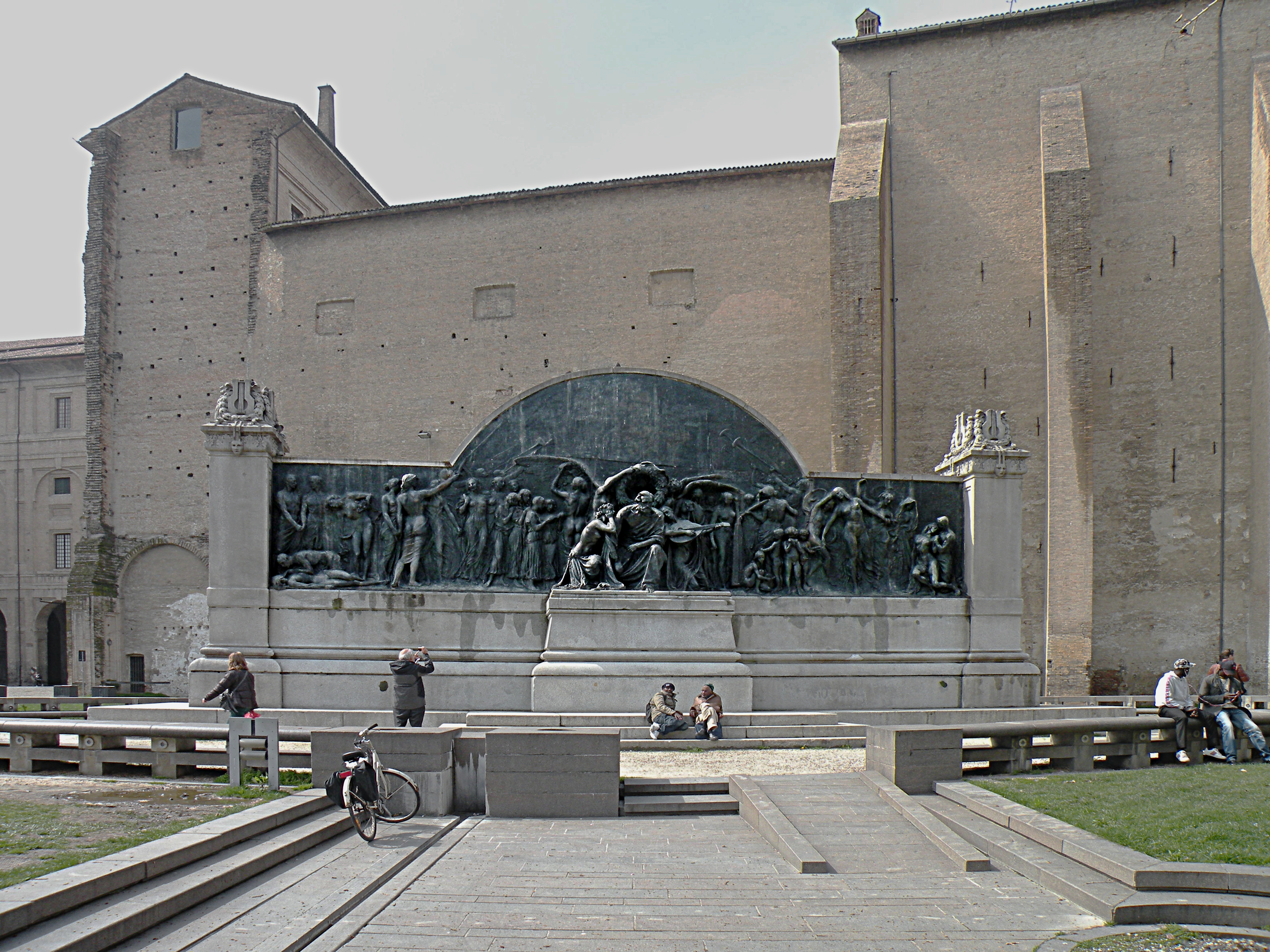
Ara centrale del Monumento a Giuseppe Verdi

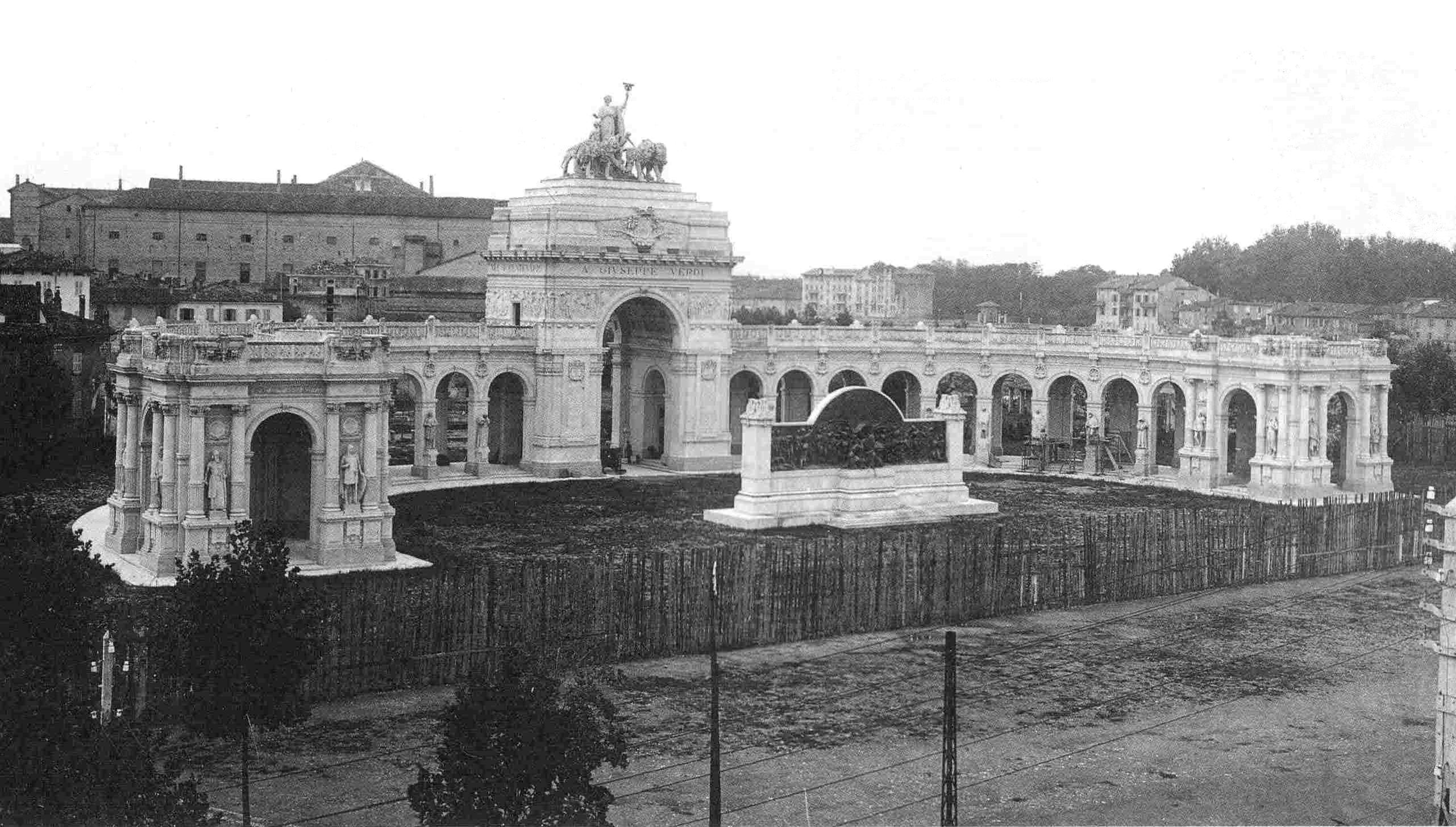
Il distrutto monumento a Giuseppe Verdi nel 1920

Ara centrale di un ben più maestoso monumento dedicato al grande maestro Giuseppe Verdi, si trova oggi in piazzale della Pace, in prossimità del Palazzo della Pilotta. Fu costruito nel 1913 di fronte alla stazione ferroviaria, interamente in granito e bronzo dallo scultore Ettore Ximenes, su progetto dell'architetto Lamberto Cusani. Il più vasto monumento, costituito da un grande arco di trionfo e da alti portici ad emiciclo sormontati da terrazze, venne solo parzialmente danneggiato durante i bombardamenti della seconda guerra mondiale, ma fu abbattuto, non senza polemiche, salvando solo l'ara centrale, poi ricollocata nell'attuale posizione, e alcune delle 28 statue che lo adornavano.

### Monumento al Partigiano

Monumento al Partigiano

Monumento dedicato alla Resistenza italiana, è situato in piazzale della Pace. Fu realizzato a partire dal 1954 dallo scultore Marino Mazzacurati su progetto dell'architetto Guglielmo Lusignoli; fu inaugurato nel 1956 alla presenza del presidente della Repubblica Giovanni Gronchi. Raffigura tre aspetti della guerra e della resistenza: un combattente con il mitragliatore in mano, un partigiano caduto e un muro per le fucilazioni, ricavato da mattoni di case parmigiane distrutte dai bombardamenti del 1944.

### Monumento ai Caduti di tutte le guerre

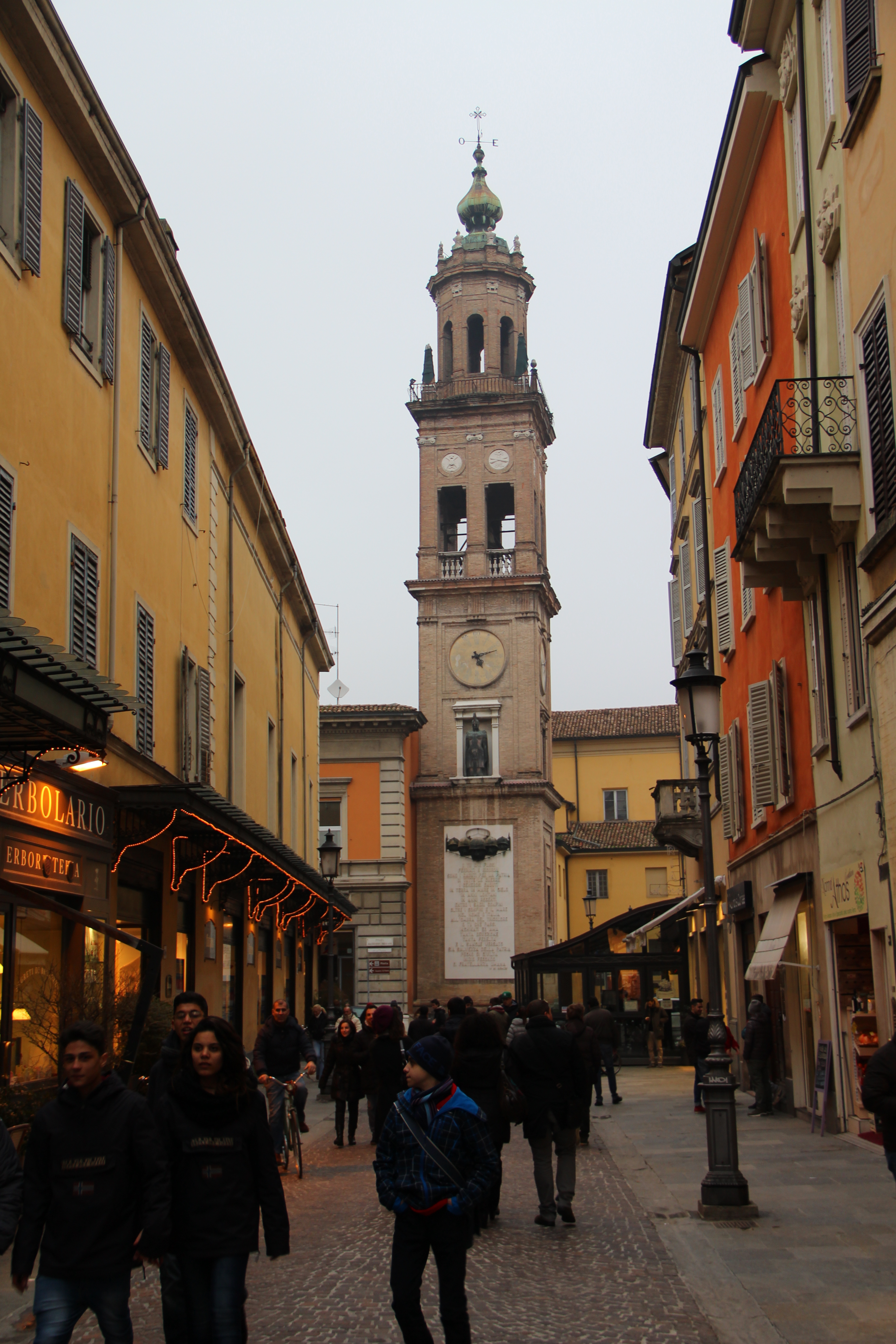
Torre di San Paolo

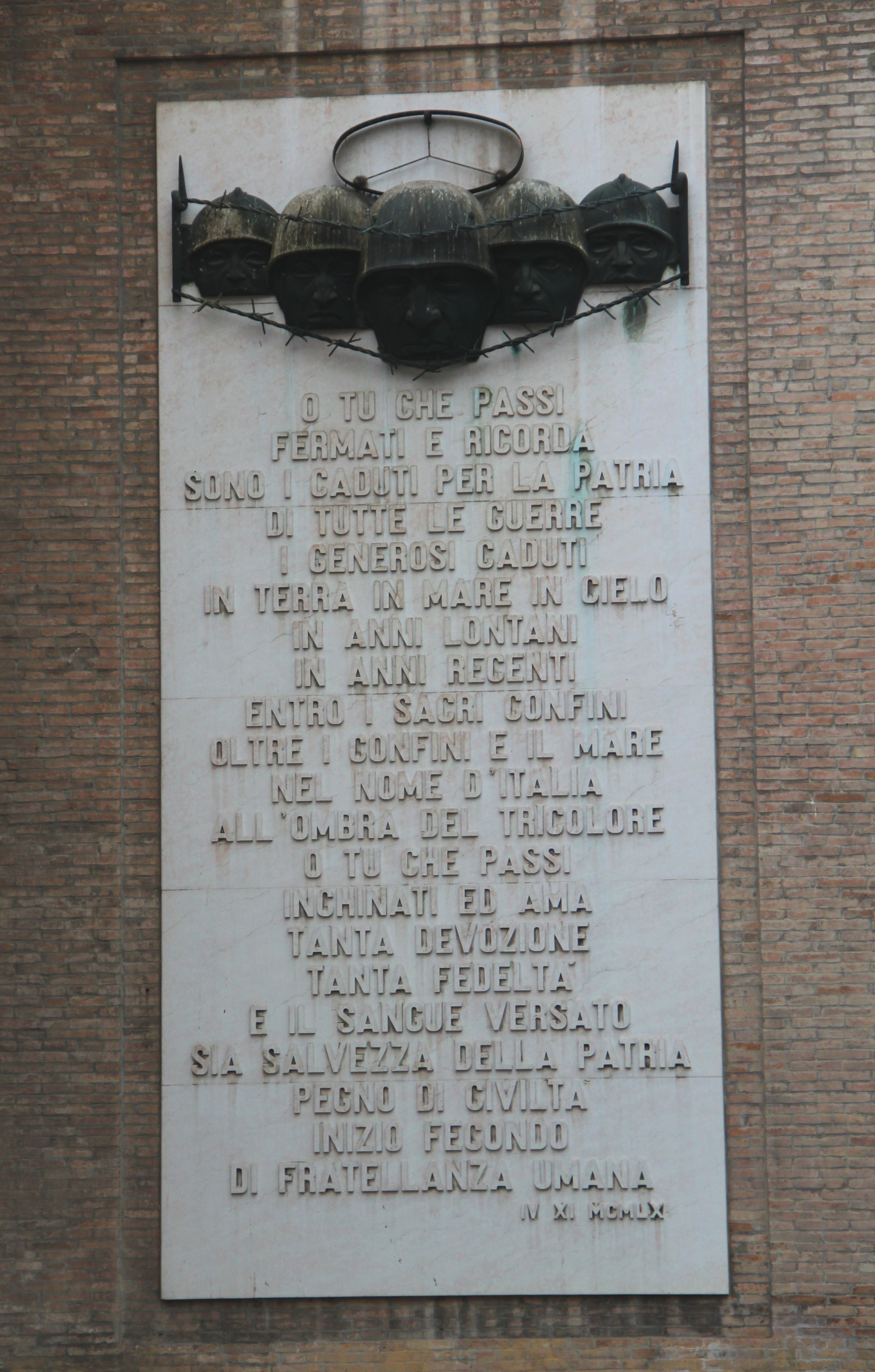
Epigrafe del Monumento ai Caduti di tutte le guerre

Monumento dedicato ai caduti di tutte le guerre, è situato sull'antica torre di San Paolo in strada Melloni. Fu realizzato da vari scultori (tra i quali Luigi Froni e Renato Brozzi), su progetto dell'architetto parmigiano Mario Monguidi, e fu inaugurato nel 1961 alla presenza del presidente della Repubblica Giovanni Gronchi. Il monumento è costituito da una grande lapide di marmo bianco con epigrafe, da cinque teste coronate da filo spinato, da una lampada votiva, da una statua inginocchiata (la "Stirpe Italica") e da medaglioni con i simboli delle armi.

### Monumento al Parmigianino

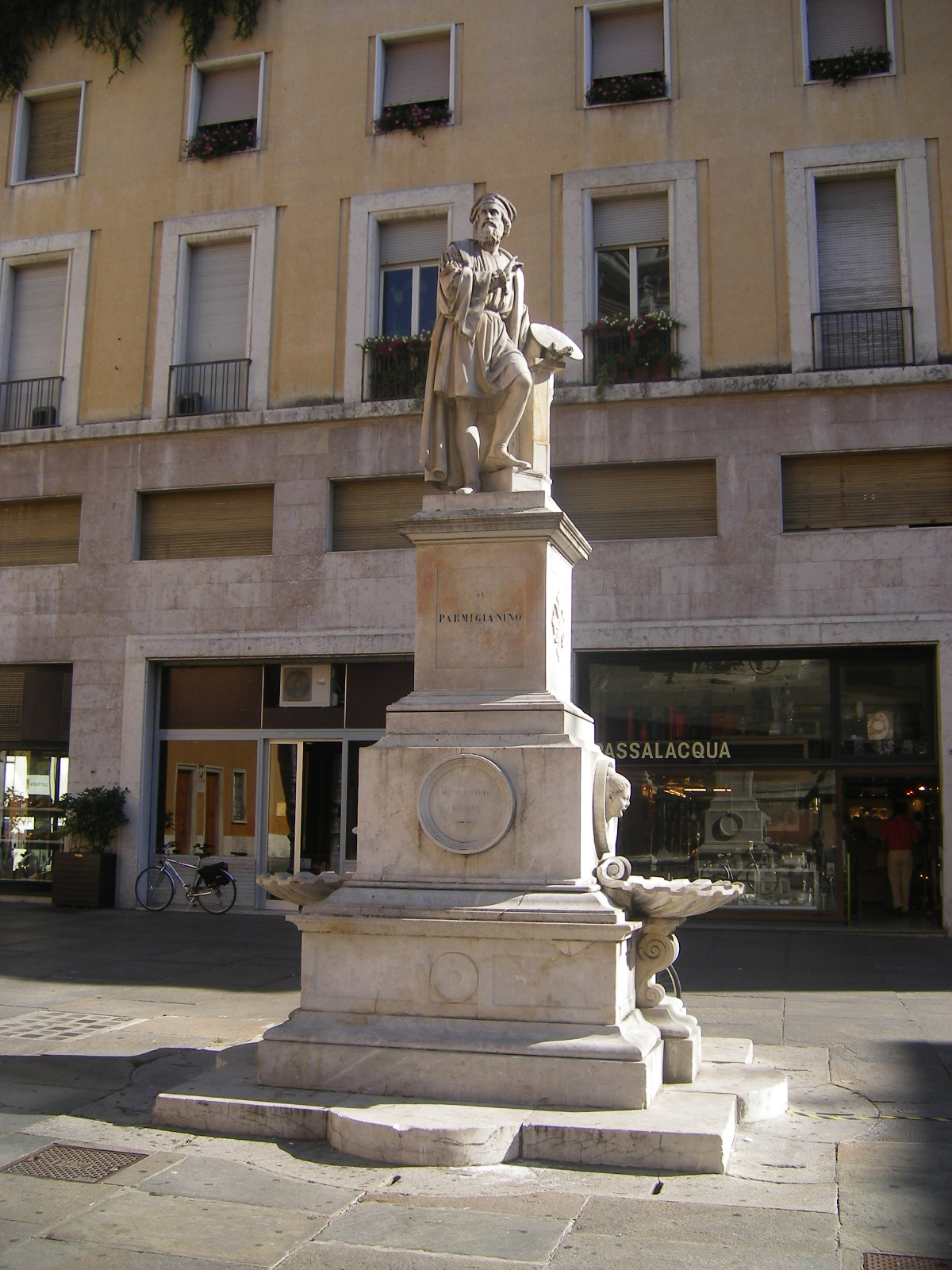
Monumento al Parmigianino

Monumento in marmo bianco dedicato al pittore parmigiano Francesco Mazzola detto il "Parmigianino", è situato al centro di piazza della Steccata, accanto all'omonima basilica decorata dall'artista. Fu realizzato dallo scultore Giovanni Chierici nel 1879 su finanziamento dell'Ordine Costantiniano e del Comune. Il monumento è costituito da una fontana scolpita a base quadrangolare, su cui poggia, su un alto piedistallo, la statua dell'artista.

### Monumento a Giuseppe Garibaldi

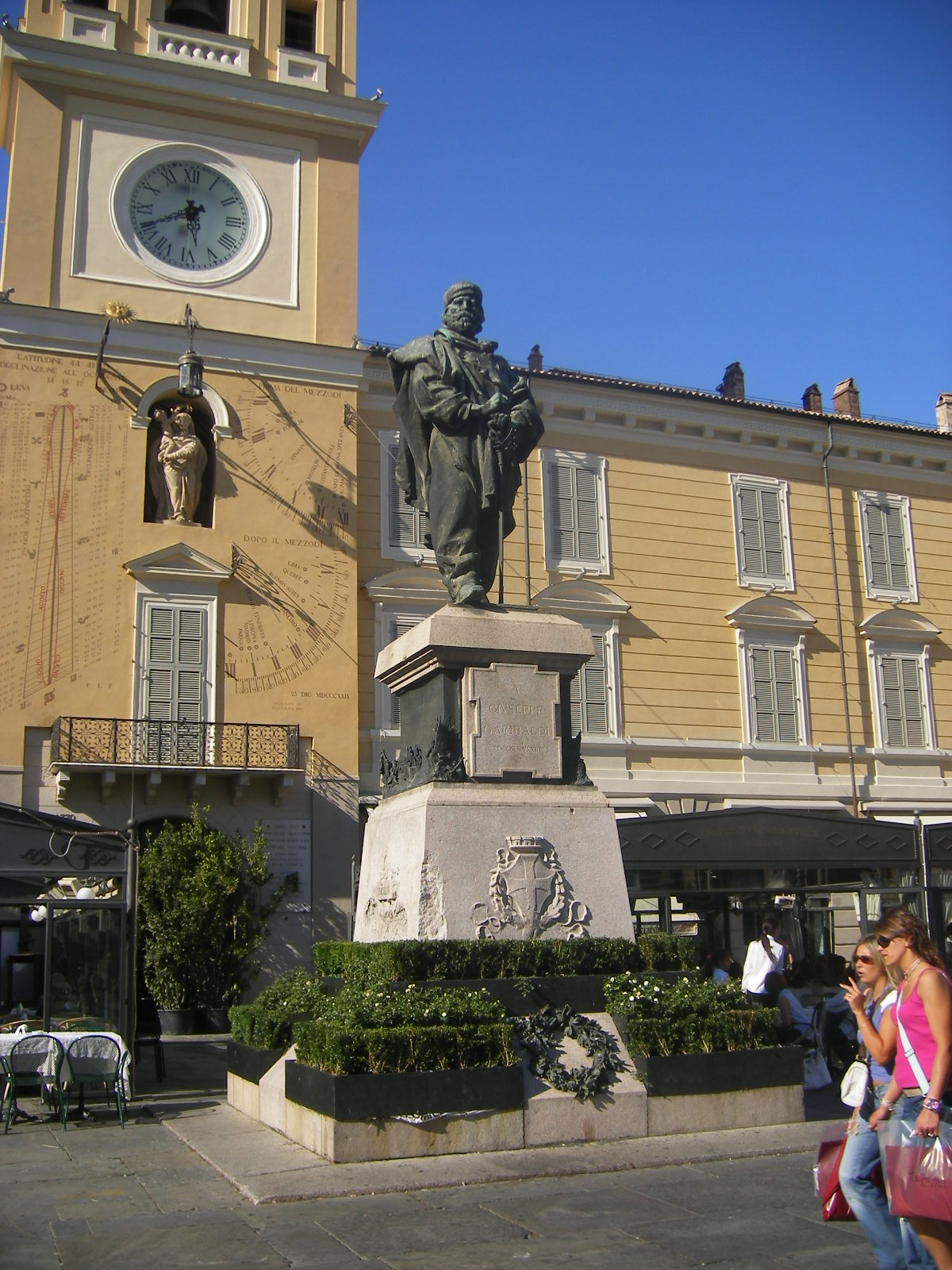
Monumento a Giuseppe Garibaldi

Monumento in bronzo dedicato all'eroe Giuseppe Garibaldi, è situato al centro dell'omonima piazza, davanti al palazzo del Governatore. Fu realizzato nel 1893 dallo scultore Davide Calandra. Raffigura l'Eroe dei Due Mondi in piedi con le mani appoggiate sull'elsa della spada, su un alto basamento decorato da tre bassorilievi raffiguranti la difesa di Roma, la battaglia di san Fermo e lo sbarco a Marsala.

### Monumento al Correggio

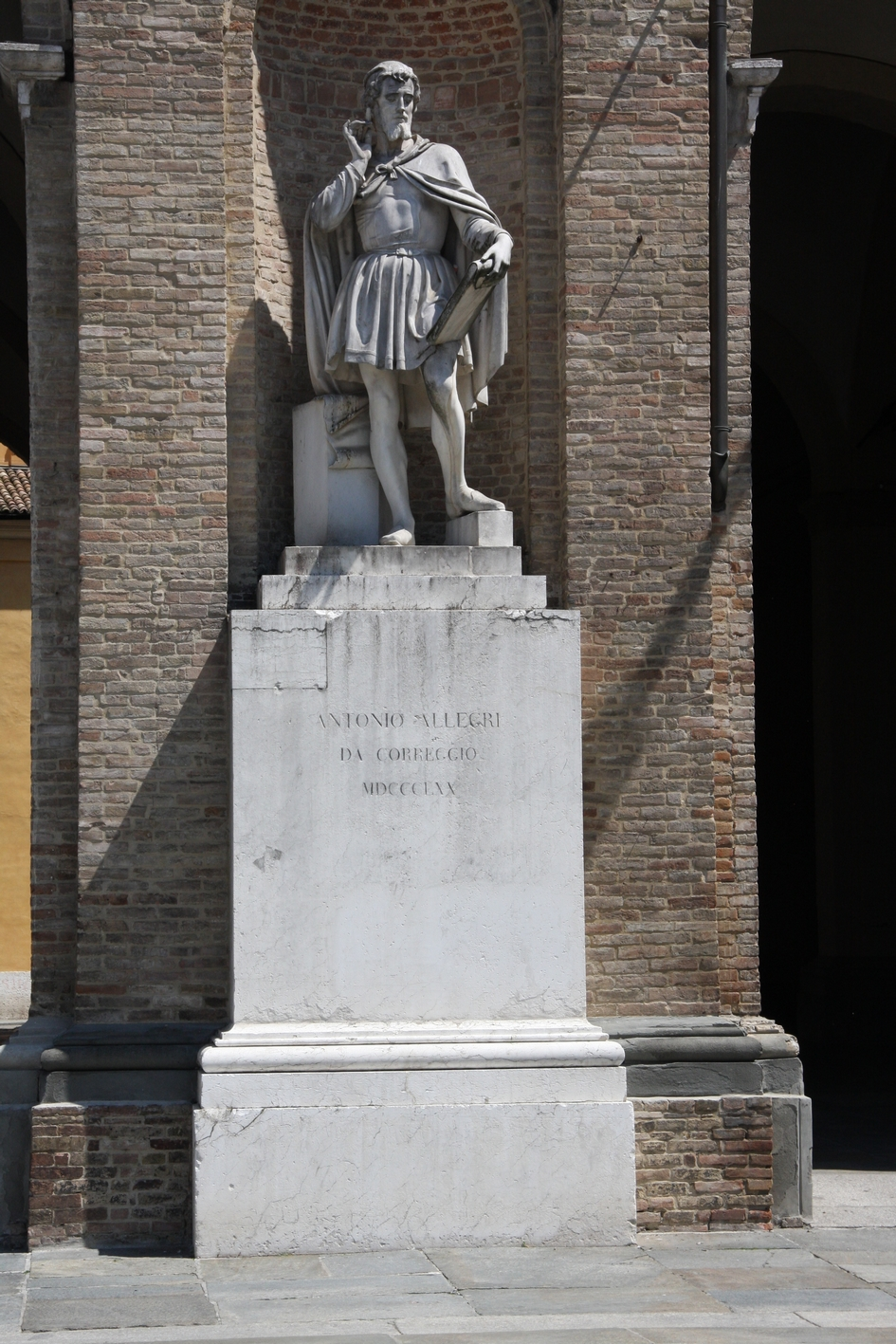
Monumento al Correggio

Monumento in marmo dedicato al pittore Antonio Allegri detto il "Correggio", è situato in una nicchia del palazzo del Comune su piazza Garibaldi. Fu realizzato nel 1870 dallo scultore Agostino Ferrarini, che vi rappresentò l'artista mentre osserva un proprio lavoro posto su una tavoletta poggiata su un ginocchio.

### Monumento a Ercole e Anteo

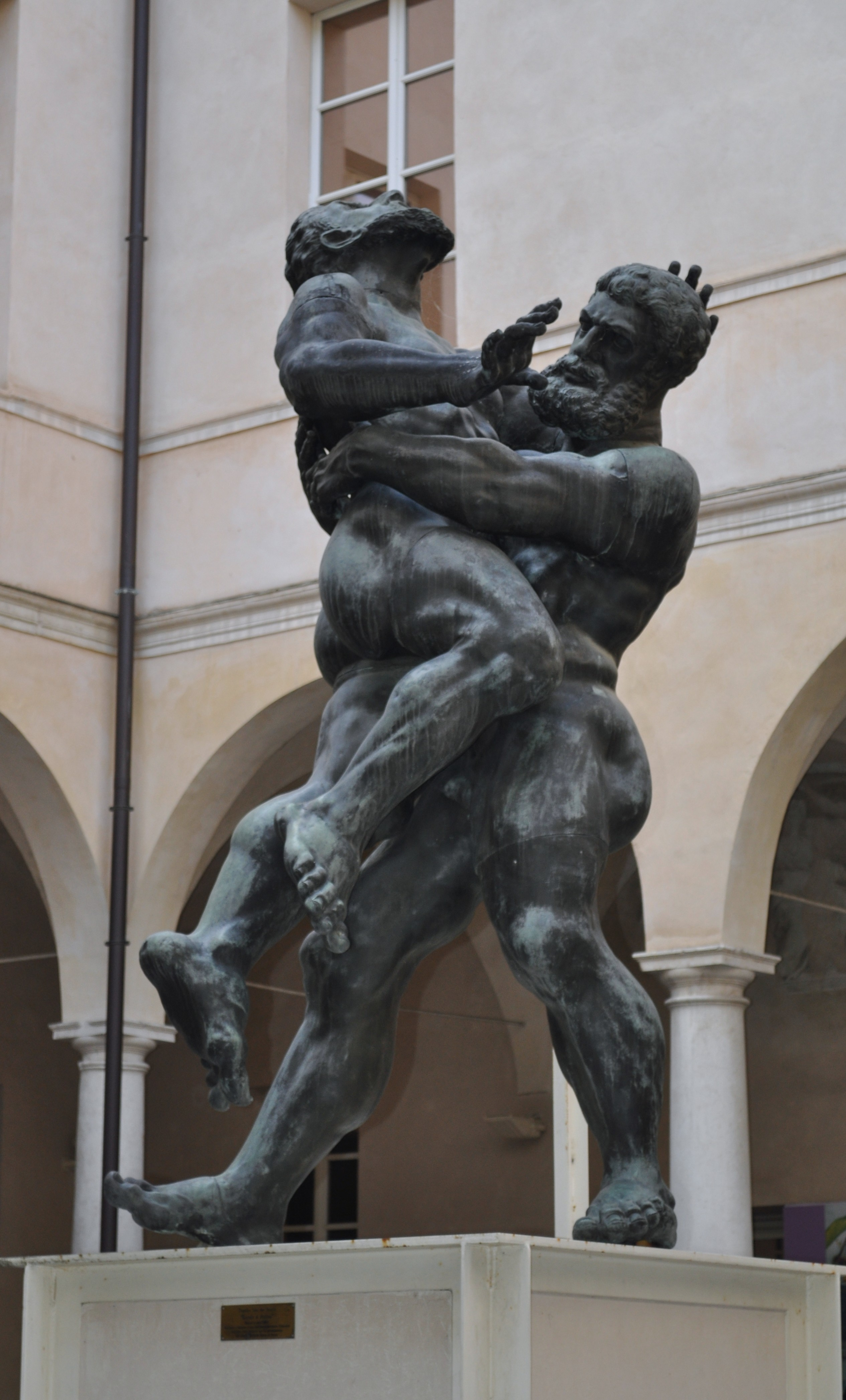
Monumento a Ercole e Anteo

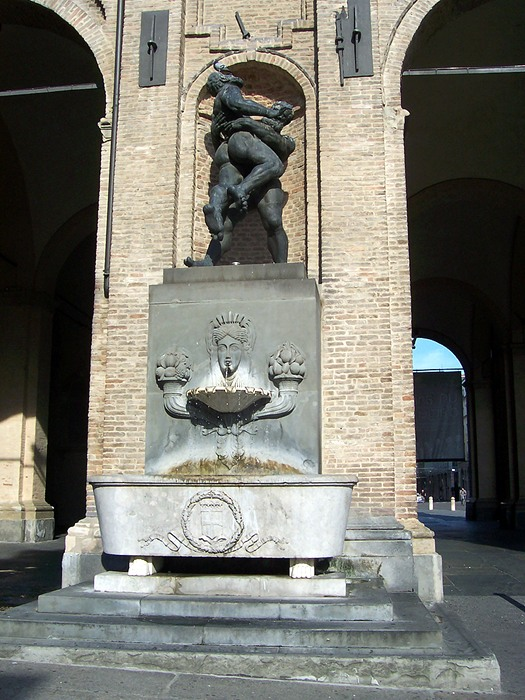
Copia del Monumento a Ercole e Anteo nel Palazzo del Comune

Monumento in rame raffigurante la lotta fra l'eroe mitologico Ercole ed il gigante Anteo, è situato attualmente al centro del cortile di Palazzo Cusani, sede della Casa della Musica. Conosciuto anche con il nome de I du brasè (in dialetto parmigiano "I due abbracciati"), fu realizzato dall'artista fiammingo Teodoro Vanderstruck tra il 1684 e 1687. Collocato in origine davanti al Palazzo del Giardino, fu spostato più volte, fino ad essere posto a ridosso del palazzo del Comune, verso la chiesa di San Vitale, sopra la fontana disegnata nel 1829 da Paolo Toschi, ove oggi se ne conserva una copia.

## Principali monumenti situati nel quartiere Oltretorrente

### Fontana del Trianon

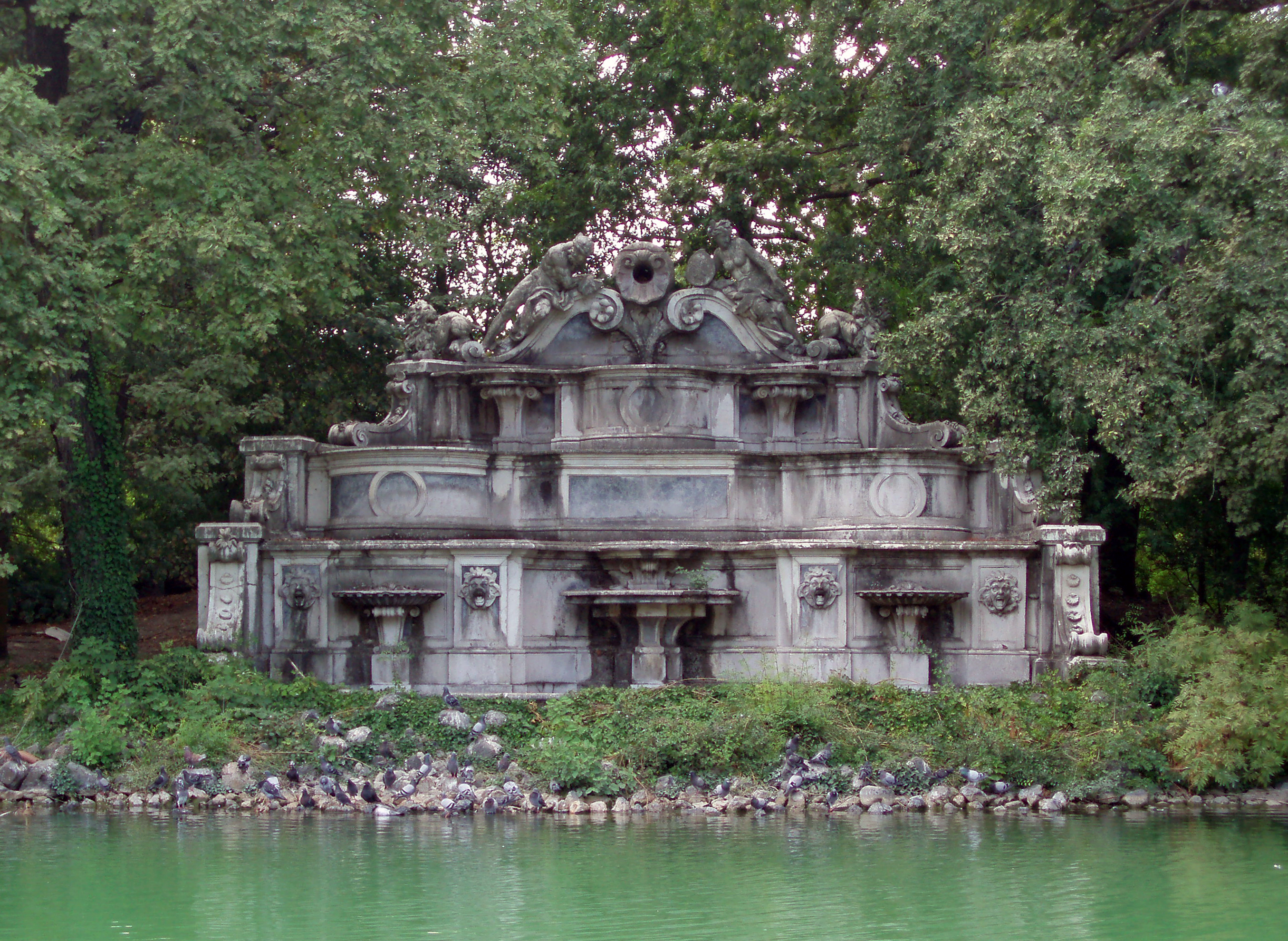
Fontana del Trianon

Fontana monumentale in marmo, è attualmente situata sull'isolotto al centro della peschiera del Parco Ducale. Fu realizzata tra il 1712 ed il 1719 dall'architetto e scultore Giuliano Mozzani per il giardino della Reggia di Colorno, su modello della fontana del Trianon di Versailles realizzata da Jules Hardouin Mansart. Parzialmente danneggiata, a fine '800 venne ricomposta e spostata in città, prima della definitiva collocazione del 1920 nell'attuale posizione. La scultura rappresenta i fiumi Parma e Taro, personificati ai lati della conchiglia centrale.

### Tempietto d'Arcadia

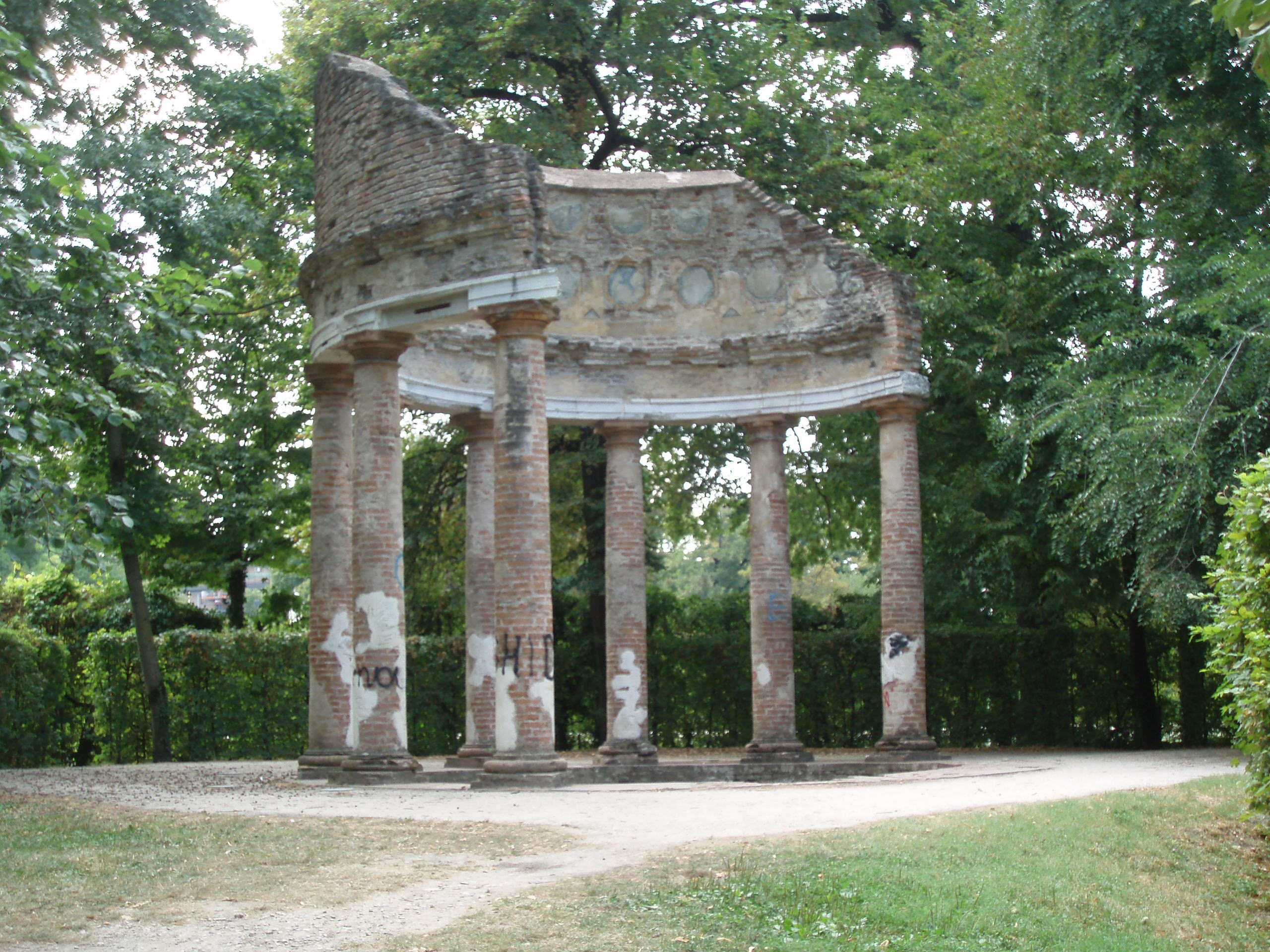
Tempietto d'Arcadia

Tempietto in forma di rovina, è situato all'interno del Parco Ducale. Fu costruito nel 1769 in occasione delle nozze fra il duca Ferdinando di Borbone e Maria Amalia d'Asburgo-Lorena, su progetto del Petitot, che si ispirò al tempio di Vesta sull'Aniene.

### Monumento a Filippo Corridoni

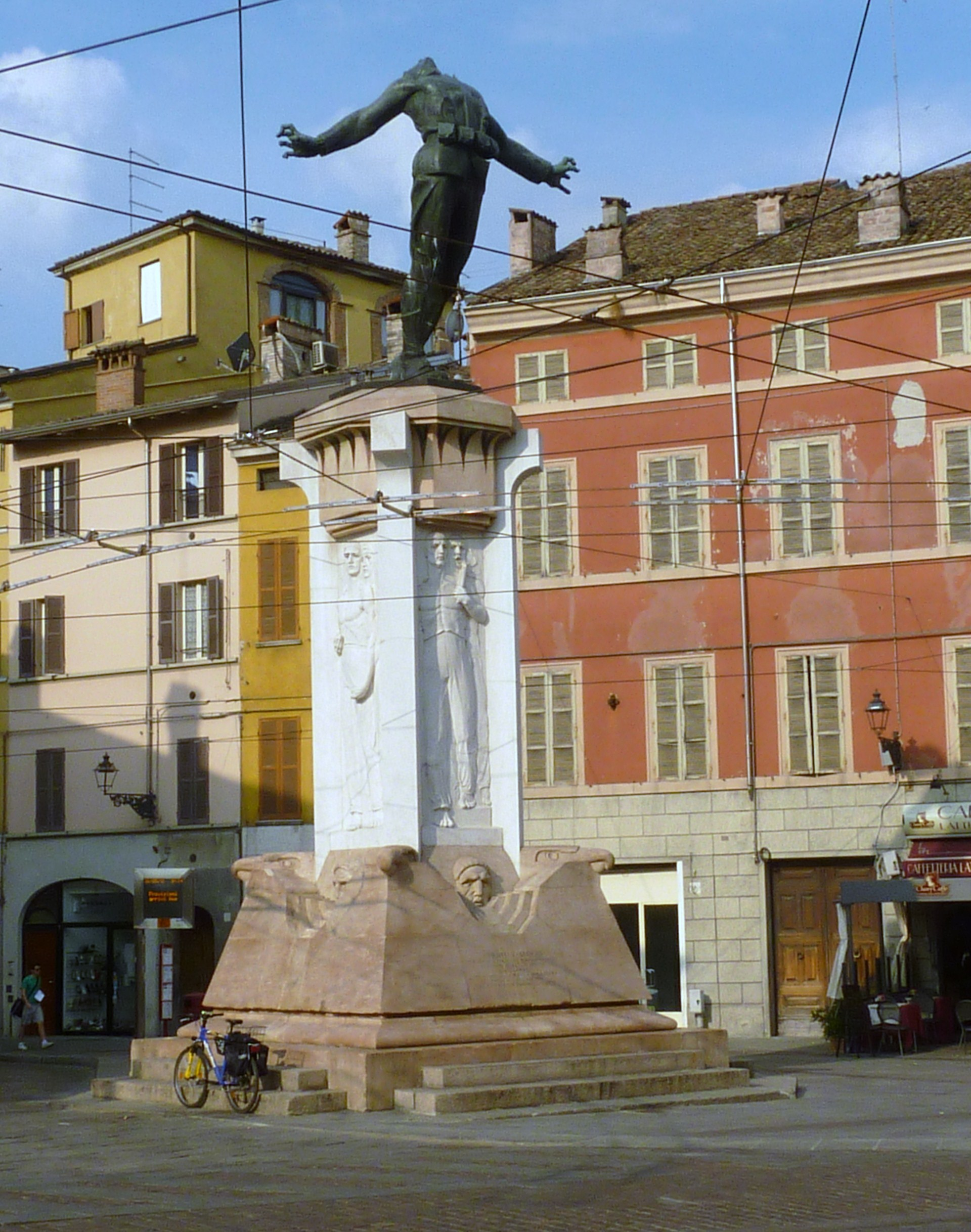
Monumento a Filippo Corridoni

Monumento dedicato al sindacalista Filippo Corridoni, caduto nel 1915 sul Carso, è situato nell'omonima piazza dell'Oltretorrente, appena oltre il Ponte di Mezzo. Fu costruito secondo il gusto déco fra il 1925 e il 1927 dallo scultore Alessandro Marzaroli, su progetto dell'architetto parmigiano Mario Monguidi. Alto 13 metri, poggia su una base di gradini di porfido, su cui si eleva il basamento quadrato in marmo rosa di Verona con quattro teste, quattro aquile e quattro frasi di Corridoni; si innalza su di esso una stele marmorea con altorilievi allegorici, su cui poggia infine la statua bronzea dell'eroe. L'epigrafe è del poeta parmigiano Ildebrando Cocconi.

## Principali monumenti situati all'esterno del centro storico

### Arco di San Lazzaro

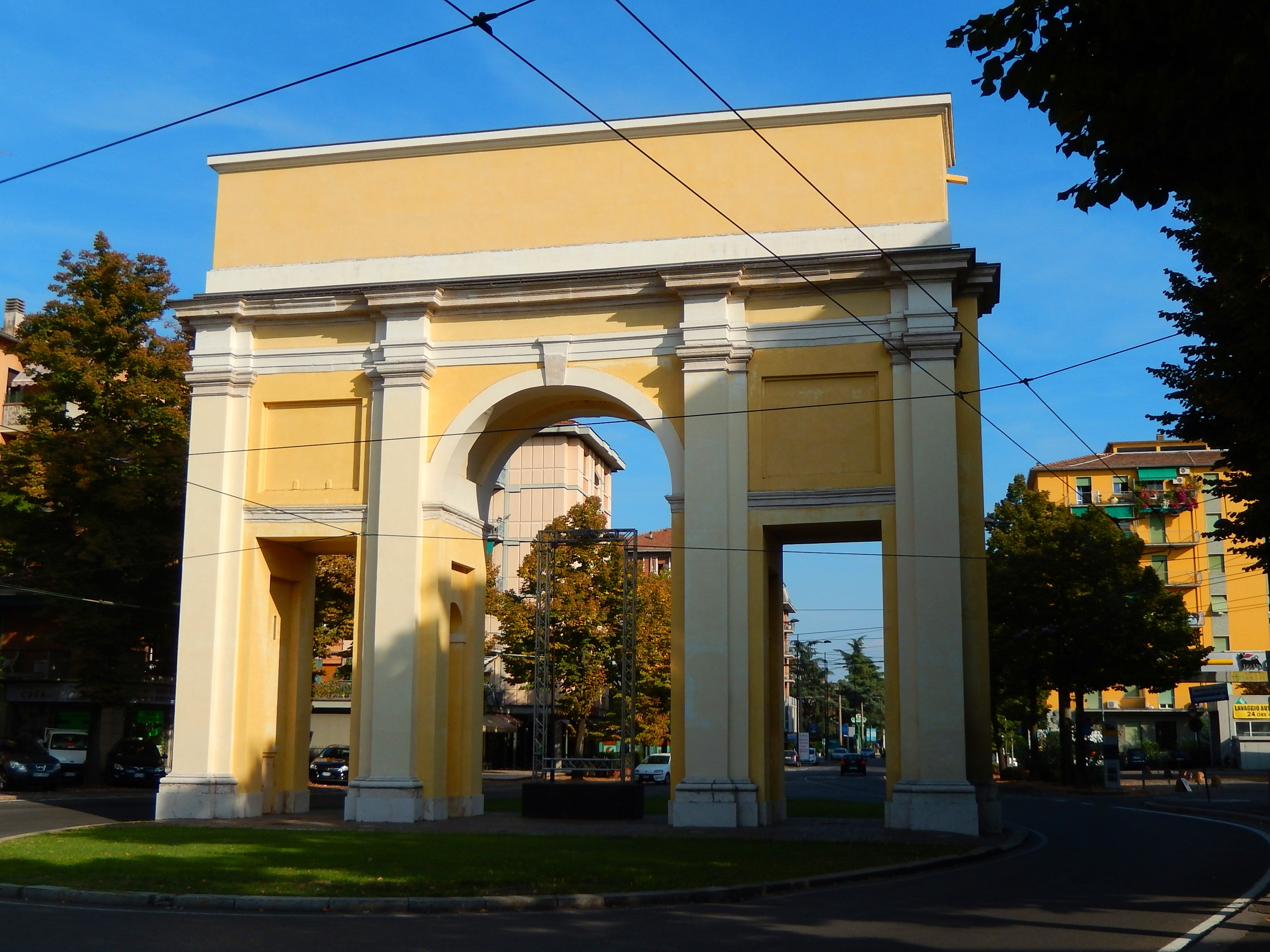
Arco di San Lazzaro

Arco trionfale a tre fornici, è situato all'esterno del centro storico sulla via Emilia Est. Fu costruito nel 1628 ricco di decorazioni di gusto barocco, su disegno di Giovanni Battista Magnani, in occasione delle nozze tra il duca di Parma Odoardo I Farnese e Margherita de' Medici; fu restaurato nel 1714 per festeggiare il matrimonio tra Elisabetta Farnese e Filippo V di Spagna, quando furono eliminate le decorazioni pittoriche e gli stucchi; in seguito, nel 1805, in occasione dell'arrivo di Napoleone I fu ornato con vittorie alate, trofei e bandiere; infine fu risistemato nel 1825 con decorazioni a chiaroscuro di Giovan Battista Borghesi, per la visita dell'arciduca Francesco Giuseppe alla figlia Maria Luigia.

### Cimitero monumentale della Villetta

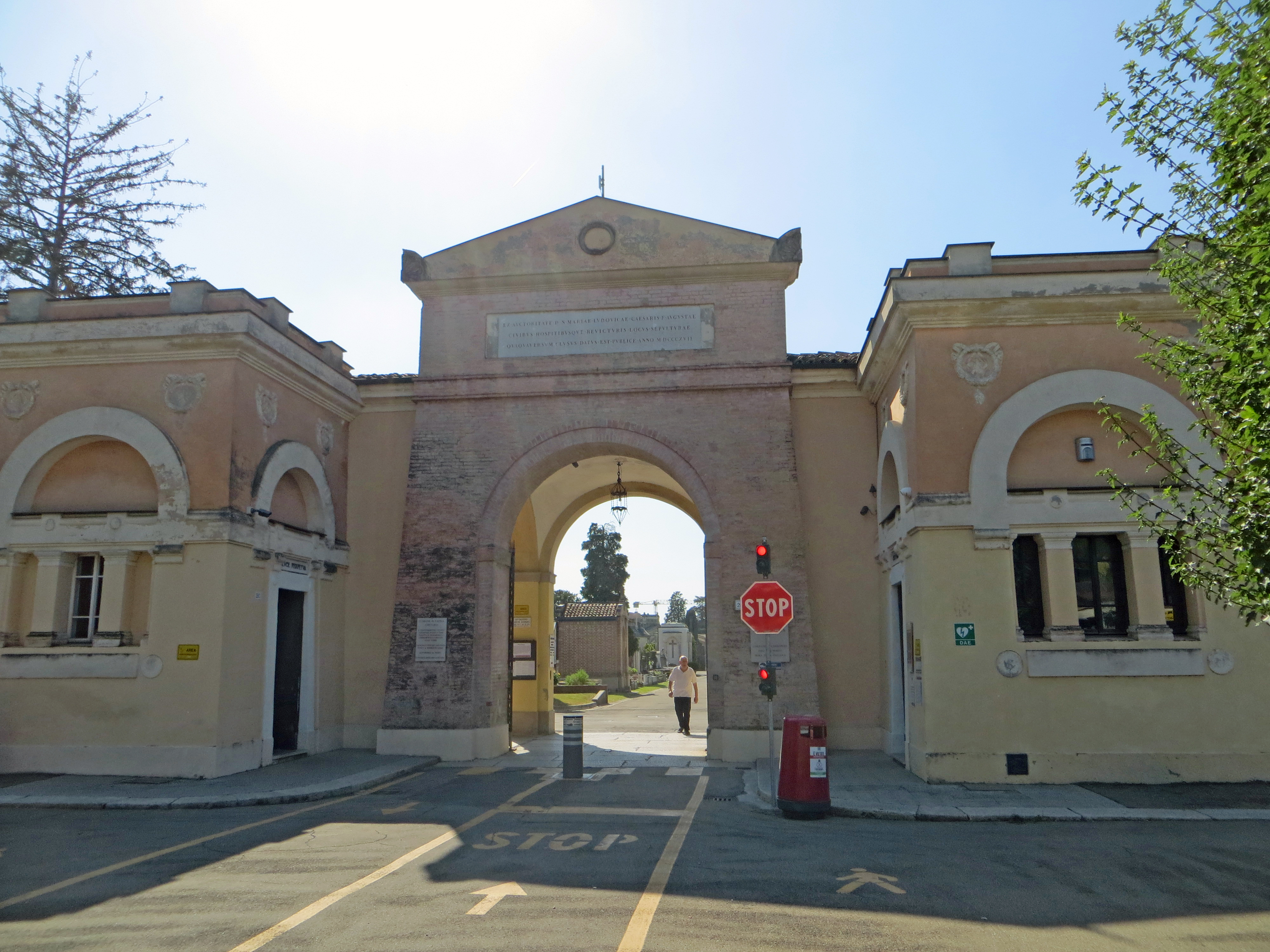
Ingresso

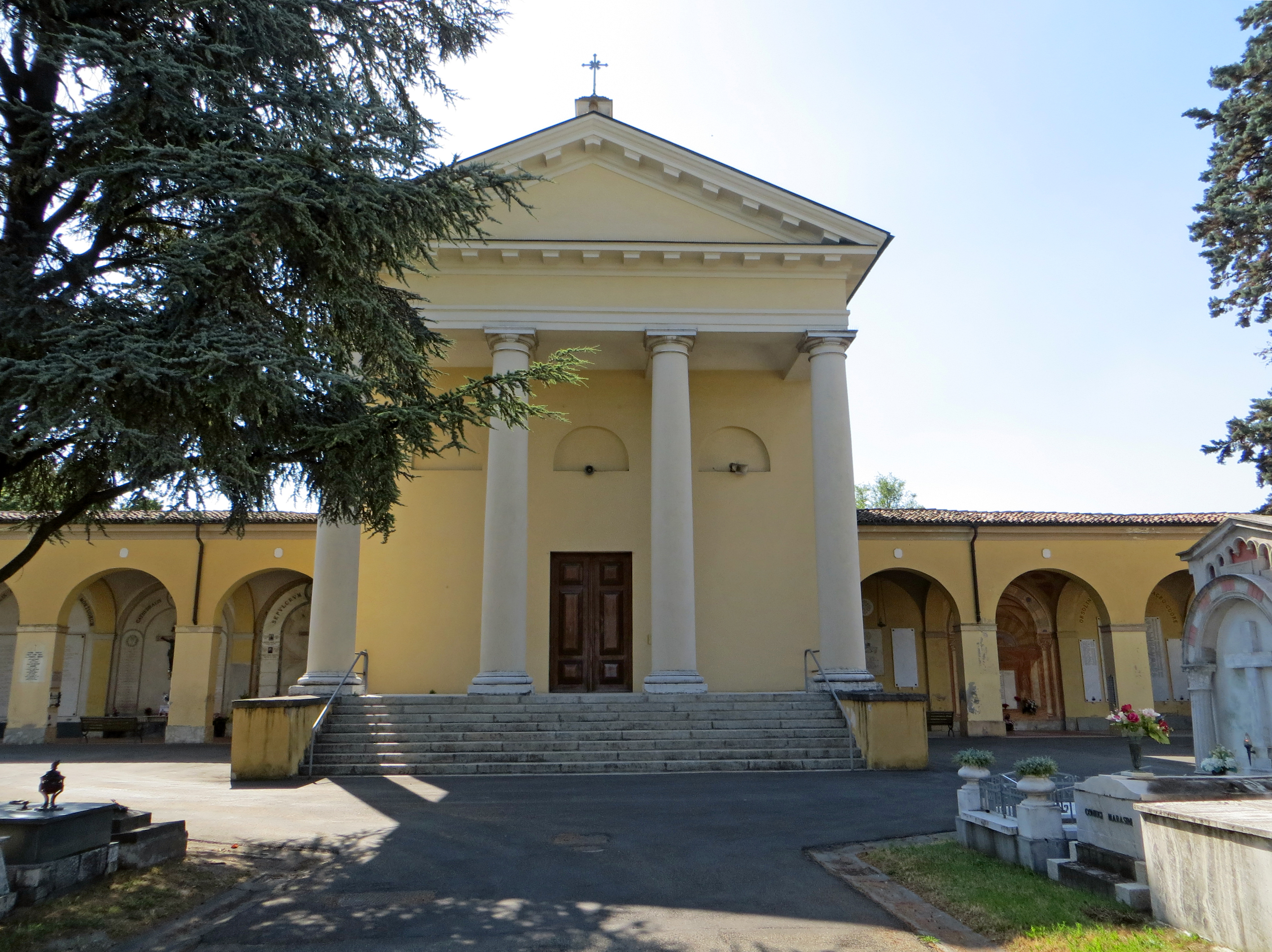
Cappella di San Gregorio Magno

Cimitero principale della città, è situato nell'omonimo viale che si sviluppa oltre barriera Bixio. Fu costruito a pianta ottagonale nel 1817 dall'architetto Giuseppe Cocconcelli, per volere della duchessa Maria Luigia. L'interno è suddiviso in quattro grandi campi contornati da un porticato, che culmina nella cappella neoclassica, edificata del 1819 e dedicata a san Gregorio Magno. Ospita numerose tombe monumentali, dedicate a personaggi illustri, tra i quali Niccolò Paganini, Ildebrando Pizzetti, Carlo Alberto dalla Chiesa, Padre Lino Maupas, Pietro Barilla e numerosi altri.

## Altri monumenti

### Monumento almàtSicuri
Monumento in bronzo dedicato al "filosofo da marciapiede" Enzo Sicuri, personaggio contemporaneo molto noto in città per aver sempre vissuto in strada dormendo in scatole di cartone, è situato nel piccolo piazzale della Macina, nei pressi di strada Cavour. Fu realizzato nel 2004 dallo scultore parmigiano Maurizio Zaccardi, che vi rappresentò l'uomo seduto su una scatola di cartone ed appoggiato a una bicicletta.

### Monumento a Padre Pio da Pietrelcina
Monumento in bronzo dedicato a san padre Pio da Pietrelcina, è situato in piazzale Salvo D'Acquisto. Fu realizzato nel 1991. Ritrae il frate a grandezza naturale in atteggiamento di preghiera.

### Monumento a Padre Lino
Monumento in bronzo dedicato al venerabile padre Lino Maupas, frate francescano dalmata assai amato dai parmigiani per le sue virtù cristiane, è situato in piazzale Inzani, vicino al convento dell'Annunziata, in cui il frate visse dal 1893 fino alla morte. Fu realizzato nel 1998 dalla scultrice parmigiana Jucci Ugolotti, che vi rappresentò il frate nell'atto di camminare offrendo i pani che stringe nelle mani.

### Monumento ad Arturo Toscanini
Monumento dedicato al direttore d'orchestra parmigiano Arturo Toscanini, è situato nel parco ex Eridania all'ingresso del centro di produzione musicale Fondazione Arturo Toscanini, in prossimità dell'auditorium Niccolò Paganini. Fu realizzato nei primi anni del 2000 dallo scultore parmigiano Maurizio Zaccardi, che vi rappresentò il Maestro a grandezza naturale nell'atto di dirigere l'orchestra.